# Cemetery
"Cemetery" é uma canção da banda de grunge australiana Silverchair. A canção foi lançada no segundo álbum da banda, Freak Show. Foi também incluída no The Best of Volume 1.

## Desempenho nas paradas musicais
| Parada (1997)            | Posição |
| ------------------------ | ------- |
| Australian Singles Chart | 5       |